# Артемьева, Валентина Евгеньевна
Валенти́на Евге́ньевна Арте́мьева (род. 8 декабря 1986 года, Новосибирск, РСФСР, СССР) — российская пловчиха (стиль брасс).

## Биография
С 2002 года выступала в составе сборной России по подводному плаванию и стала одной из самых титулованных спортсменок, установив мировой рекорд в этой дисциплине.
В 2007 году перешла в классическое плавание.
Чемпионка Европы по плаванию брассом на дистанциях в 50 и 100 метров на короткой воде.
Установила мировой рекорд в плавании в ластах и является бронзовой призёркой в этом виде спорта (на глубине 100 метров).